# Дёмино (Алтайский край)
Дёмино — село в Солонешенском районе Алтайского края. Бывший административный центр Дёминского сельского Совета, существовавший с 1919 по 1959 года. В Дёминский сельский Совет входили села Дёмино, Александровка, Чегон и посёлки Никишин, Этогол. Ныне Дёмино входит в состав Степного сельсовета. Родина полных кавалеров ордена Славы Н. И. Панова, К. И. Савина, лётчика И. П. Чертова и снайпера К. С. Маслова.

## География
Село расположено в алтайских горах, на высоте 909 метров над уровнем моря, на юго-востоке Солонешенского района в узкой долине реки Куевады у подножия горы Плешивая - высшей точки Ануйского хребта, на территории Алтайского края. Село разделено на три длинных улицы: ул. Плоская, расположена на берегах реки Плоской, ул. имени П. Д. Кокорина, расположенная на правом берегу Куевады и ул. Лесная, расположена на левом берегу Куевады. В длину село простирается на 3 км, самое широкое место составляет 1716 м. Традиционно  с царских времён село делится на верхний край, центр, нижний край и лог Плоский.

## Этимология
Название села происходит от первых русских поселенцев из Пермской губернии: братьев Андрея, Михаила и Виталия Дёминых, обосновавшихся на месте будущей деревни, которую люди прозвали деревня Дёминых или Дёмина. Позже другой член этой же семьи, Федот Дёмин, добился для деревни Дёмина статуса села. Последним представителем этой семьи, жившим в Дёмино, был Афанасий Федотович Дёмин, после смутных времён 1917 г., пропавший бесследно из истории села.

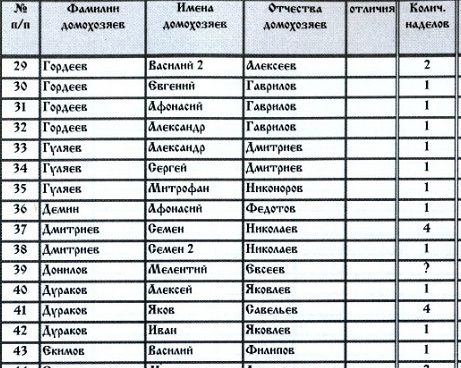
Афонасий Дёмин в списках Всероссийской сельскохозяйственной переписи с. Дёмино 1917 г.

## История с. Дёмино
Административное подчинение

30 октября 1887 г. Демино вошло в состав Сычёвской волости, Бийского уезда, Томской губернии. В 1911 г. село вошло в состав Куяганской волости, Бийского уезда,Томской губернии. После установления власти Советов в 1924 г. с. Демино и все деревни Дёминского сельского Совета, вошли в состав Куяганского района, Бийского уезда, Алтайской губернии, а чуть позже, Дёмино вошло в состав Солонешенского района, Сибирского края. С 1937 г. и по сей день с. Дёмино в составе того же района Алтайского края.
Первые жители

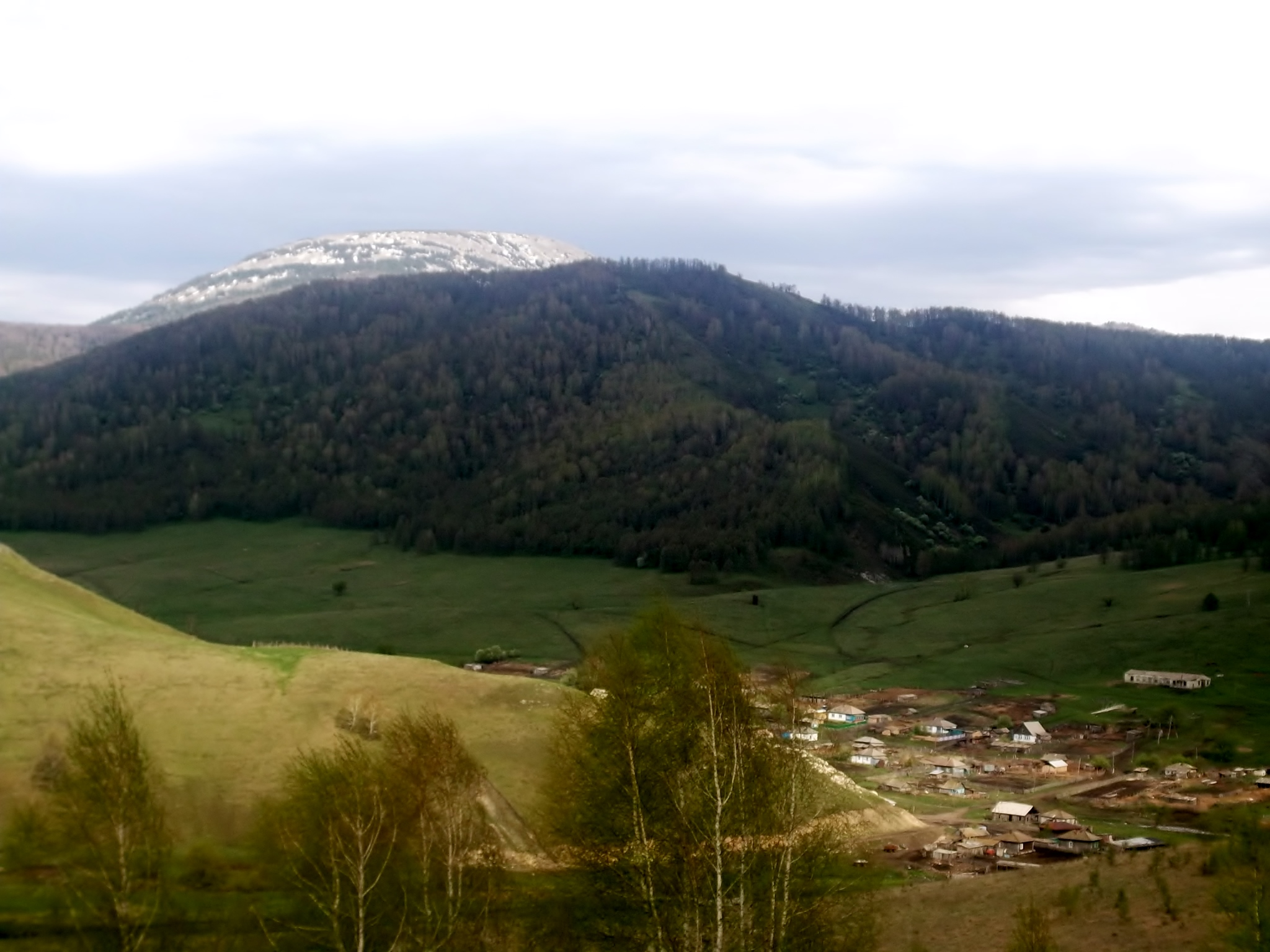
Заснеженная вершина горы Плешивой, высота 1766 метров.

Точная дата основания с. Дёмино неизвестна, ранние упоминания о нём в источниках и документах датируются 1833, 1838 и 1840 годами. От старшего поколения известно, что Дёмино было основано переселенцами из Пермской губернии - братьями Андреем, Михаилом и Виталием Дёмиными.. Постепенно поселение братьев Дёминых стало расти, а название Дёмина так и закрепилось за деревней, в 1881 г. узаконенное документально как село Дёмина, а на сегодняшний день — село Дёмино.
В 1840 году в деревню Дёмина прибыли жители с. Быстрый Исток, Денис Карпович Медведев с женой и сыном. В Дёмина у Дениса Медведева родились ещё трое детей, а младшим был Илларион Медведев, которого в 1862 году забрали в армию в возрасте 18 лет. Служил Илларион Денисович в Санкт-Петербурге в Петропавловской крепости и вернулся на родину в 1880 году. В этом же году в возрасте 36 лет женился на дёминской красавице Варваре Михайловне Сустовой, которой был старше на 18 лет. У них родилось семеро детей, среди них сыновья Миней, Иван, Гурьян, Григорий и Фёдор..
Со второй половины XIX века начинается активное заселение Дёмина жителями села Солоновка, Смоленской волости, Бийского уезда. Так, в 1871 г. Иван Рехтин занял под заимку место на реке Куеваде в устье речушки Плоской, сюда же переезжают на постоянное место жительства его сыновья Ульян, Иван, Тимофей и Карпофей. Ульян занимался пчеловодством, у реки Барсучьей в Ульяновском логу у него была пасека. В этом же году в Дёмина из Челябинской губернии приехала старообрядческая семья торговца Фарамова.
В 1876 г. в Дёмина прибыли переселенцы Пермской губернии, Федот Перфильевич Дёмин с сыном Афанасием, они были родственниками основателей деревни. У Федота были документы властей о легальном переселении. Казенные бумаги давали ему право провести грани земельного надела. В Дёмина тогда не было чётких земельных наделов. Федот Дёмин начал строительство в деревне Дёмина двухэтажного дома и приступил к работе по официальному землеустройству. К 1881 г. были оформлены земельные наделы деревни Дёмина, которая стала именоваться селом. Общая территория земельных и лесных угодий с. Дёмина под пашни, покосы и т. д., составила более 400,81 км².  Земельные владения были очень обширными, так в окрестностях начали появляться дёминские заимки и выселки Александровка, Никишина, Этагол, Кучковская, Чиркова, Кустова, Маеста, Коювата, Чегон, Чиркова, многие из которых переросли в крупные поселения и сёла.
После оформления земельных наделов в Дёмина приехало немало переселенческих семей из Пермской губернии - семья Степана Александровича Терехина, семья Спиридона Титова с сыновьями — Михаилом, Павлом и Сергеем, а в 1883 г. прибыли братья Терехины — Гавриил и Яков.  В 1896 г. Гаврил Никифорович Сабуров, крестьянин из с. Чергачак Сростинской волости, построил в Дёмина торговое заведение.
Население села активно занималось животноводством, а масло скупал торговец Фарамов по 3-4 рубля за пуд и одновременно вёл торговлю мелочью: тканями, крестиками и т. д. Также люди занимались землепашеством, распахивая южные склоны гор и холмов, сеяли овёс, ячмень, яровую рожь.
В 1905 г. из Тобольской губернии в с. Дёмина переселился купец Иван Наумович Чирков, построивший двухэтажный дом. На первом этаже был магазин, где он торговал красивыми товарами. Рядом с домом Чирков построил молочный завод, где стал перерабатывать молоко на масло, которое затем вывозилось на продажу. Иван Чирков знал монгольский язык и имел торговые связи в Монголии. Там он тратил деньги на изучение, описание и ремонт дороги от Улангам до Улясутай, вёз на продажу в Монголию лопаты, капканы, топоры, котлы.
Крестьяне с. Дёмино объединялись в сельские общества, управляемые демократически — сельским сходом, который избирал сельских старост. Первым управителем Дёмино был Ф. П. Дёмин, являвшийся 5 лет старостой с. Дёмино. Так же после оформления села на общем сходе, из мужиков, прошедших военную службу, выбрали соцких и десятских - для соблюдения строгого порядка в селе. В дальнейшем с 1886 г. после Федота Дёмина из местных мужиков выбирали на три года старосту - главу села. Староста созывал и распускал сход села, объявлял повестку, утверждал решения схода, приводил их в исполнение, следил за порядками в торговле и т.д. Последним старостой села был Михей Карпович Завьялов, который по совместительству был также председателем сельского суда.. Так же в селе был местный орган власти Земская управа возглавляемая Гурашкиным и Петровым.     
Дёмино в начале XX века.
В начале 1900 г. на территории деревни Александровка под горой Плешивая, в 6 км. севернее от с. Дёмино, поселился бийский купец Егор Никитич Кучковский, который отстроил там целый хутор и маленькую церковь. Кучковский начал разводить лошадей, коров, овец и свиней. Каждый год по 100 голов лошадей купец поставлял армии. Население Дёмино и Александровки сдавали купцу кислицу. На  хуторе кислицу давили в большом деревянном прессе, сок затем увозили в Бийск, где у купца был винный завод. В 1907 г. Кучковский отстроил в Дёмино магазин, в котором торговал разными товарами, привозимыми с Бийска. За делами Кучковского в селе следил его приказчик, сам купец жил на своей заимке, именуемой хутор Кучковского. Староста Михей Завьялов был близким помощником торговца Кучковского в создании кооператива животноводов маслопроизводителей, строительстве местного маслозавода и увеличении поголовья высокопродуктивных коров..
К 1905 г. в Демина было 137 дворов с населением 1000 душ. В 1907 г. была построена Дёминская церковь имени Казанской Божьей Матери. Её с момента открытия посещало 2392 человека, 1184 душ мужского пола и 1208 душ женского пола. Последним священником, возглавлявшим церковь, был Алексей Михайлович Зубарев. В 1907 году в церкви была открыта Дёминская церковно-приходская школа. Учили детей Б. Е. Бегичев и Зубарев. В 1913 г. в Дёмино построили земскую школу, а первым учителем школы был Михаил Дмитриевич Башкатов. В 1919 году работа школы была ненадолго прервана, а в здании школы размещался Волостной красный партизанский штаб.
Проведённая Всероссийская сельскохозяйственная перепись 1917 года зарегистрировала на территории с. Дёмино более 200 дворов и ровно 200 домохозяев, в сумме владеющих более 294 наделами земли. Также были отмечены земли Дёминской М-артели и школы. Общая численность населения села составляла 1700 человек - из них уроженцами и выходцами из Томской губернии были 61 человек, из Пермской губернии 60 человек, из Оренбургской губернии 53 человека. Проживали в Дёмино выходцы и из Польши, это были старообрядцы, которые возле своих домов у ручья Кыргыцкий отстроили деревянную ирригационную поливную систему, состоящую из дамбы, шлюзов и каналов. Село растянулось на 8 км вдоль реки, а также по логам Плоский, Кыргыцкий, Фарофонов, Куяганский, Сухой и Извескин.
Первая мировая война 1914—1918 гг. существенно повлияла на развитие села, так как сотни самых здоровых мужчин от 18 до 45 лет мобилизовались на войну. На полях сражений пали Григорий Медведев, Леонтий Бороздин, Никита Паутов, Дмитрий Шадрин, Дмитрий Рехтин и многие другие дёминцы.

## Село в Советское  время и сегодня
С наступлением Великой Oктябрьской социалистической революции Дёмино, раздираемое двоевластием, становится центром политической борьбы практически всей волости, между эсерами и большевиками. Фронтовики села, сочувствующие советской власти, вступают в группу большевиков и создают ревком. Большевики села, ушедшие в подполье во главе с Петром Кокориным, создали боеспособный партизанский отряд и штаб, в который вошли мужчины села, в большей части фронтовики Первой мировой войны. Позже Кокорин возглавил руководителей повстанческих штабов всей волости, и центр руководства партизанского движения разместился в с. Дёмино.  В то же время много людей из Дёмино воевало и в других местах. Так, Семён Аверьянович Саркин сражался в сводном отряде П. Ф. Сухова. Андрей Стежков и Алексей Скирдов состояли в отряде при Бийском СВДП, а после свержения советской власти в Сибири контрреволюционерами и колчаковцами прибыли в Дёмино. Федор Илларионович Медведев служил в рядах Первой Конной армии С. М. Буденного, пройдя с ним в годы гражданской войны множество сражений, в том числе под Варшавой и в Средней Азии.
После ликвидации Колчаковской армии многие «кокоринцы» ушли на врангелевский фронт, среди них П. Попов, А. Скирдов, Бороздин и др. В сентябре 1920 года в окрестностях Дёмино появилась банда Шишкина, пришедшая из Семипалатинска. Банда шла через Чирков лог и перевалила в Поперечный, где попала в засаду дёминской 12-й роты ЧОН. Шишкин был убит, а его банда разгромлена. 7 мая 1923 г. в Дёмино ворвалась банда Иллариона Васильевича Колесникова. В бою было убито немало дёминцев, среди которых оказались «кокоринцы» Ф. А. Паршуков и орденоносец «Боевого Красного Знамени», командир разведчиков 12 роты ЧОН И. Я. Дураков. 27 человек схватили в плен. Среди пленных оказались «кокоринцы» М. Зятьков и А. Скирдов. Бойцы 12-й роты отбили пленных, кроме участника разгрома врангелевской армии в Крыму А. Скирдова, который через 5 дней вернулся в село изуродованный.
Многие «кокоринцы» были взяты на руководящие посты. Иван Черепанов был избран вторым заведующим отрядом Куяганского волостного исполнительного комитета. Иван Первых стал волостным продовольственным инспектором.
Макар Матвеевич Лесных был послан на борьбу с бандитизмом в Усть-Кан и в ноябре 1922 года был убит бандитами. В этом же году под Белым Бомом в бою с Кайгородовым погиб Александр Важенин и его племянник.
Осенью 1919 года сразу же после изгнания белогвардейцев из предгорий Алтая был организован Дёминский сельский Совет, в состав которого вошли села Дёмино, Александровка, Чегон, Нижний Чегон, Пе, Коювата и урочище Маеста, а первым председателем стал «кокоринец» Максим Дмитриевич Важенин.
К 1920 г. в партизанской ячейке Дёмино было всего 137 членов партии. В Дёминском сельском Совете создавались коммуны. В 1921 г. И. Шестаков в Чегоне организовал коммуну имени Карла Маркса, на месте бывшего богатого поместья купца Мокина. В 1922 г. коммуна «Карла Маркса» была разгромлена отрядом есаула Александра Петровича Кайгородова, который помиловал и отпустил коммунаров. Ниже села Дёмино в 1927 г. у слияния реки Маеста и Куевада была организована коммуна «Путь к социализму» во главе с А. А. Барановым. За перевалом между сёлами Туманово и Дёмино коммуна «Искра» во главе с И. С. Пановым.
За время войны население Дёмино сократилось, и к 1926 г., в 279 дворах, проживало 1593 человека. Многих крестьян Дёмино раскулачили, забрав всё имущество, включая дома. Маслозаводы купцов были включены в имущество сельского Совета, а 27 сентября 1929 г. раскулачили крестьянина Василия Ивановича Попова, забрав у него всё имущество и водяную мельницу.
Священник Зубарев бежал, а в его доме открыли школу. Церковь работала вплоть до ВОВ и после. В конце 1960-х гг. школу перенесли в церковь, разрушив купола и надстроив второй этаж, а в доме попа был открыт клуб, в настоящее время это жилой дом. Дёминские коммуны быстро развалились и в условиях сплошной коллективизации в нижней части села был организован колхоз имени П. Д. Кокорина во главе с председателем А. А. Барановым, а в верхней части села — колхоз имени 17 партсъезда во главе с председателем Д. Т. Лесных.
Большую роль в организации колхозов имела комсомольская организация. В первую дёминскую комсомольскую организацию вошли: Данил Морянин, Георгий Попов, Гриша Новиков, Анна Шушарина, Гоша Шестаков, Осип Гордеев и другие, всего 37 человек.
По воспоминаниям Георгия Константиновича Попова, работа комсомольцев, кроме всего прочего, заключалась в уничтожении банд. В тяжёлых условиях жизни они вступали в ряды 12-й роты ЧОН. Комсомольцам были выданы карабины и лошади. Так Георгий Попов рассказывал:

«Работали в кабинетах, а иногда на улице. В случае тревоги забирали комитетские документы и уезжали в горы. Иногда приходилось скакать прямо в бой. Сколько прошло бессонных, холодных, дождливых ночей, когда охраняли село. В такой обстановке и при таких условиях работали комсомольцы до 1924 года. И только после ликвидации банд я смог сдать свою боевую трехлинейную винтовку. В мирное время комсомольцы приняли активное участие в восстановление хозяйства и принимали участие в выполнении планов первых пятилеток. Это время и пройденный путь были крайне тяжёлыми, но молодёжь с крайним желанием выполняла задачи партии. Мы, первые комсомольцы, уверены и надеемся, что эстафета наша, переданная вам, будет так же свято с любовью осуществляться до полной победы».
Дёминская школа долгое время была единственной на территории всего сельского совета, и сюда приходили учиться дети изо всех окрестных сёл, даже дети из Туманово, которых брали на постой местные жители.
В 1930-м году был образован Горно-Алтайский совхоз с центром в селе Степное. В совхоз постепенно входили сёла и посёлки: Чегон, Нижний Чегон, Алтайский, Усть-Степной, Тог-Алтай, Этагол и Никишин. Дёмино вошло в состав совхоза в 1957 году. Позднее в совхоз вошли сёла Туманово и Барсуково..
Много бед принесла в село Великая Отечественная война. Погибло на фронте 117 дёминцев. Единицам ушедших на войну удалось вернуться в родное село после победы над фашистами. Многие были удостоены наград и даже за взятие Берлина, а Николай Иванович Панов и Кондратий Иванович Савин стали полными кавалерами Ордена Славы.
В 1959 г. отделения Тумановского маслозавода построили в Дёмино пекарню. В 80-е и начале 90-х годов в Дёмино строился водопровод. Была поставлена водонапорная башня на холме у ручья Кыргыцкий и проложены трубы по всему селу, но запустить водопровод было не суждено. Начавшиеся события, связанные с распадом СССР, повлияли на дальнейшую судьбу водопровода и самого села в целом. Вскоре Горно-Алтайский совхоз распался. Ныне Дёмино входит в Степной сельский Совет. Реформы, проводимые в стране, нашли отражение и в экономическом укладе села Дёмино, негде и некому работать. Огромные хранилища для зерна и техники были разрушены. Все пасеки колхоза ликвидировались. Из 5 отар овец не осталось ни одной, из четырёх дойных гуртов остался один. Ферма им. П. Кокорина вошла в состав СПК «Агрохолдинг Солонешенский». После того как сгорела конюшня, всех лошадей увезли. Дёминский маральник теперь является загоном для КРС, а маралов и оленей, также как и лошадей, ликвидировали. Весь хозяйственный уклад села был разрушен, оставив без работы людей, большая часть из которых уехала из Дёмино.

## Население
| 1917 | 1926  | 1997 | 1998 | 1999 | 2000 | 2001 |
| ---- | ----- | ---- | ---- | ---- | ---- | ---- |
| 1700 | ↘1610 | ↘276 | ↘262 | ↘247 | ↘241 | ↘239 |
| 2002 | 2003  | 2004 | 2005 | 2006 | 2007 | 2008 |
| ↗249 | ↗256  | ↘243 | ↘227 | ↘222 | ↗228 | ↗232 |
| 2009 | 2010  | 2011 | 2012 | 2013 |      |      |
| ↘229 | ↘207  | ↘204 | ↗206 | ↗210 |      |      |

## Знаменитые люди, связанные с селом
- Кокорин, Пётр Дмитриевич — уроженец Тобольской губернии, проживал в Дёмино с 1905 по 1919 гг., старший унтер-офицер времён Первой мировой войны, командир партизанского полка времён Гражданской войны, организатор повстанческого движения в с. Дёмино и в Горном Алтае, против белогвардейских карателей и власти Российского правительства А. В. Колчака, один из главных участников создания 1-й Горно-Конной Алтайской дивизии партизан.
- Панов Николай Иванович  — уроженец с. Дёмино, участник и герой Великой Отечественной войны, полный кавалер ордена Славы.
- Маслов Кирилл Сидорович - уроженец с. Дёмино, участник Великой Отечественной войны, возглавлял снайперское движения в своём полку, уничтожил 258 немецких солдат и офицеров, 12 пулемётных расчётов, подготовил 47 советских снайперов.
- Савин Кондратий Иванович - уроженец с. Дёмино, участник Великой Отечественной войны, кавалер орденов Славы.
- Чертов Иван Петрович — уроженец с. Дёмино, участник Великой Отечественной войны, лётчик. Погиб в немецком плену 19 февраля 1942 года.

## Достопримечательности
- Гора Плешивая, наивысшая точка Ануйского хребта (1766 м) на территории Алтайского края.
- "Дёминский провал" (Провальная яма на "Конском тырле"). Яма расположена возле подножия г. Плешивой, на горе Пехтовой. Предпринимались неоднократные попытки исследования провала. На сегодняшний день исследованная глубина провала составляет 30 метров.
- Кирчихины ямы. Провал в речной системе реки Куевата, которая резко уходит под землю, вытекая на поверхность земли через километр после провала. Этимология названия связана с тем, что в царское время в яму упала купчиха Кирчиха, возвращавшаяся в Дёмино из поездки, дорога проходила вблизи к яме и повозка оборвалась. Лошадь спаслась, а купчиху так и не нашли, т. к. весной в яме бушевал водоворот и её истёрло о камни.
- Чегонский провал (Деминская пещера). Пещера заложена в девонской осадочной толще и представляет собой провальную вертикальную шахту с диаметром устья 3 м. Длина - 23 м, глубина - 22 м, объём - 584 м³. На дне круглогодичный снежник. Интересны и пещеры-ниши.

## Интересные факты
- Во время Гражданской войны перед командованием белогвардейцев, ставилась задача стереть с земли центр партизанского движения село Дёмино, но каждый раз атаки противника успешно отбивались партизанами. Но всё же карателями было сожжено много домов в большей степени партизан и их семей, в том числе горел и дом Кокорина, но чудом уцелел.
- В дореволюционный период в с. Дёмино было более 200 дворов, много двухэтажных домов, была церковь, 2 школы, водяная мельница,  маслобойня, 4 магазина купцов Фарамова, Сабурова, Чиркова и Кучковского, продуктовые склады и 40 амбаров. Активно создавались кооперативы маслопроизводителей и молартели. В селе были местные органы управления, сельский суд, за порядками следили десяцкие, соцкий и староста. В советское время в Дёмино имелось 2 коммуны (быстро исчезли), 2 колхоза, 4 дойных гурта, минигидроэлектростанция на реке Куеваде (до электрификации села), 5 отар овец, колхозные свинарники, конюшня, маральник, пруды для разведения рыбы, колхозные пасеки, маслозавод, пекарня, машинный парк, кузница, 3 крупных хранилища для зерна, клуб с бильярдным залом и парикмахерской, кино, гостиница, двухэтажная школа, детский сад, медицинский пункт, все улицы освещались фонарями.  Строился водопровод, поставлена водонапорная башня и уже были подведены к домам трубы. Сейчас из всего вышеперечисленного работают лишь один гурт им. П. Кокорина (закрыт зимой 2013 г.), два магазина, общеобразовательная основная школа, маленький клуб и фельдшерский пункт.
- В сентябре 1911 г. днём у с. Демино упал каменный метеорит весом 12 кг[11].

## Фотографии

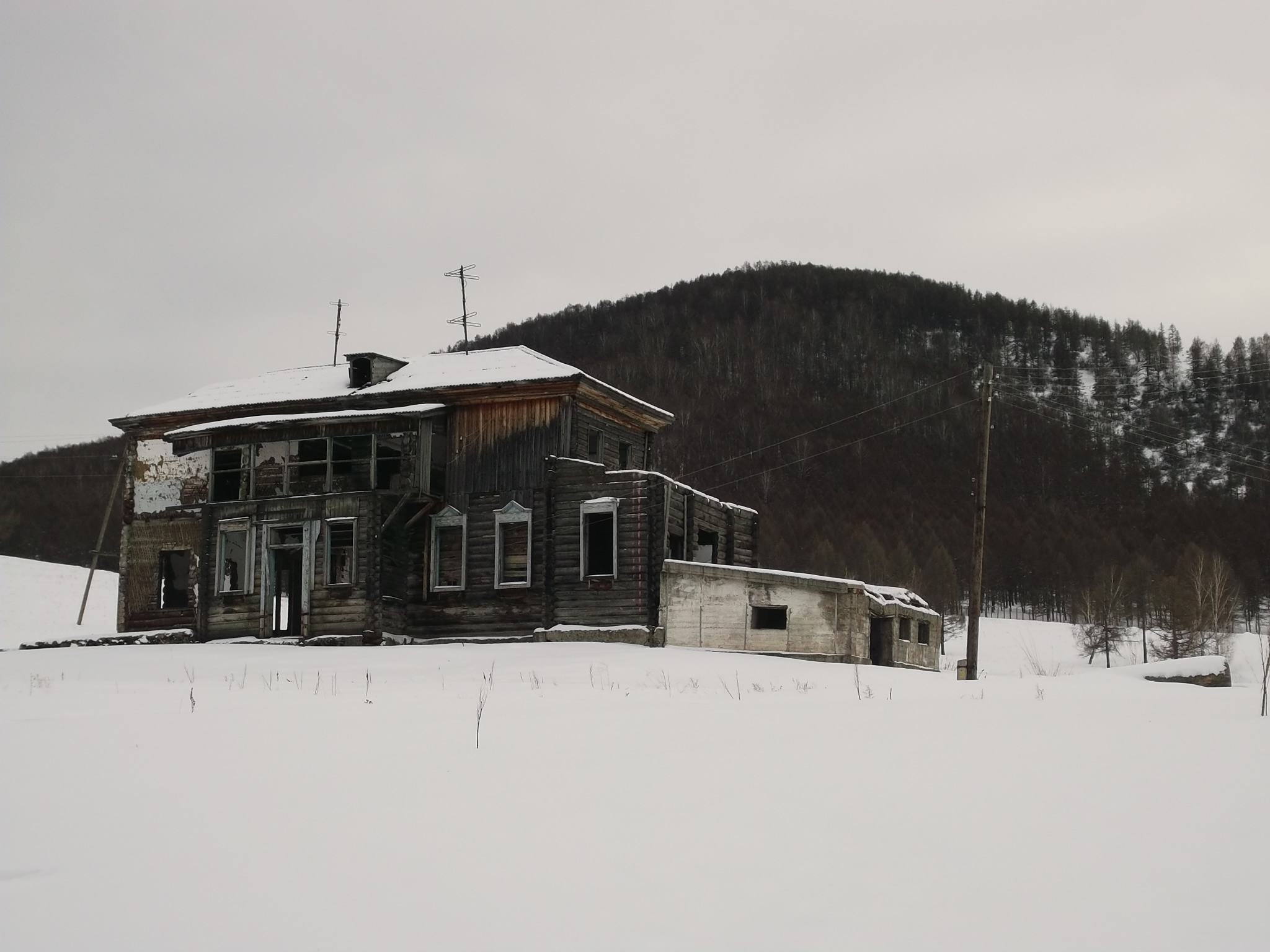
Здание бывшей церкви, школы, клуба, гостиницы, конторы сельского Совета служит теперь вышкой для телеантен.
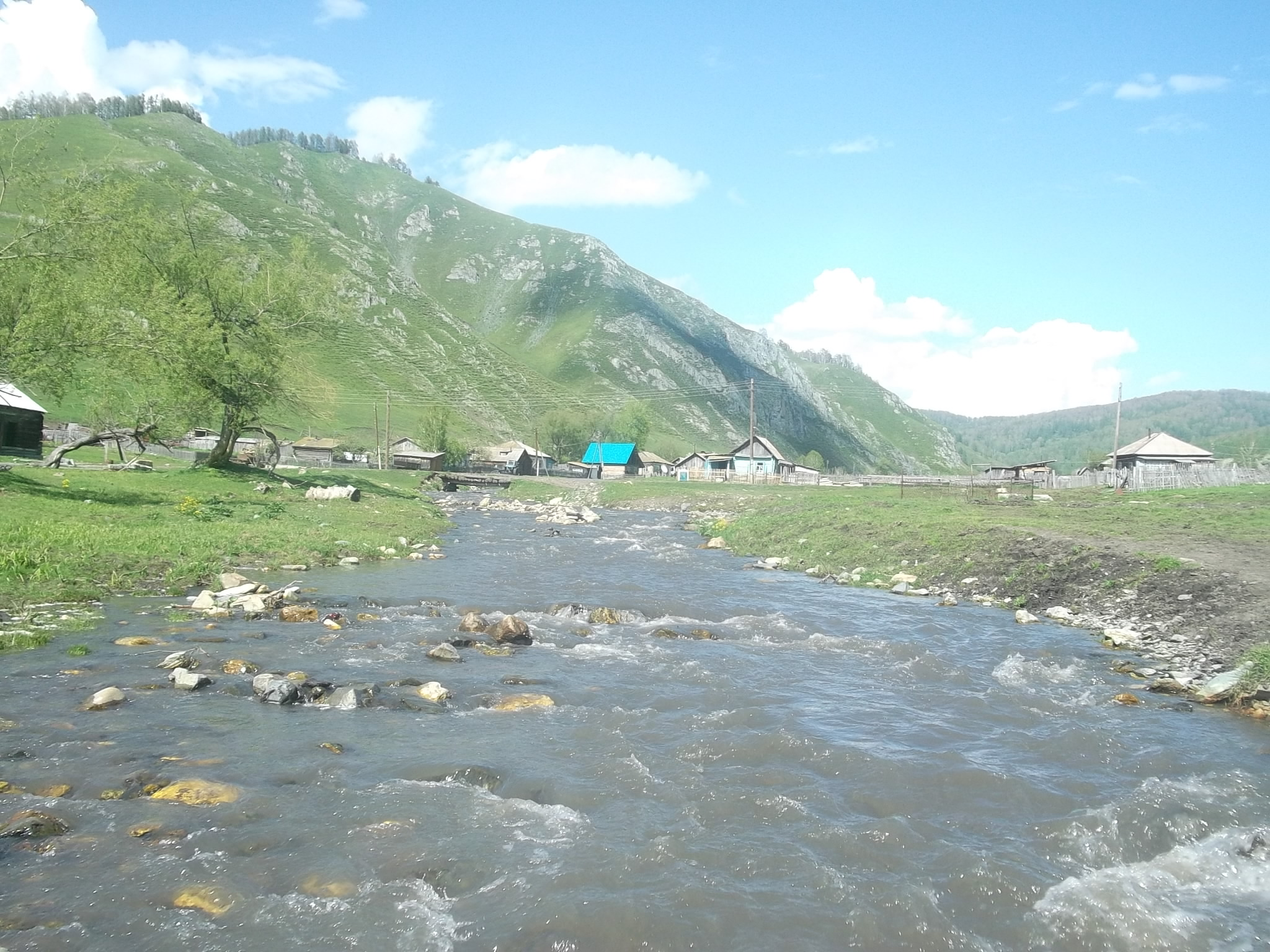
Река Куевада и с. Дёмино.
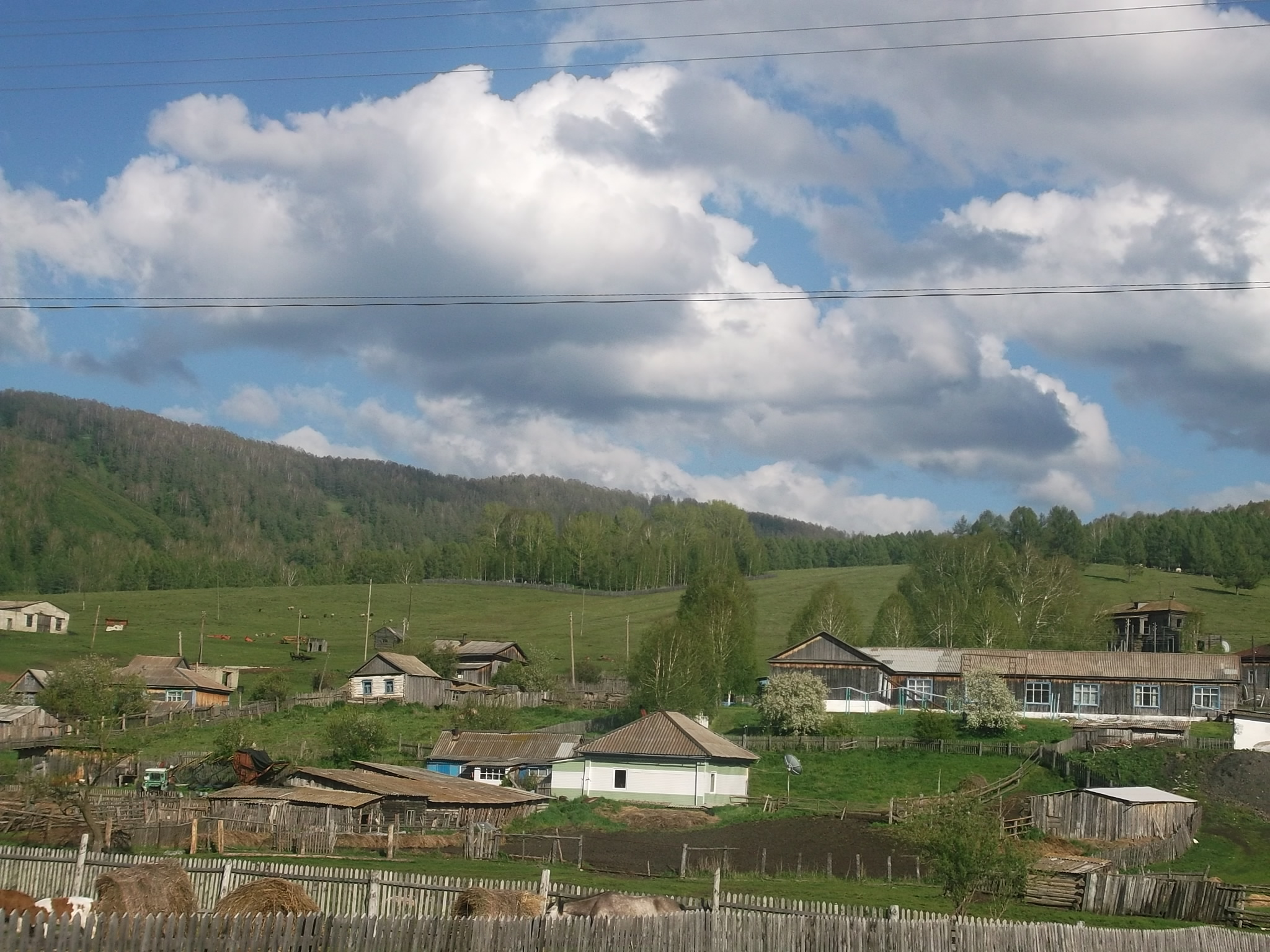
Деминская школа на пригорке.
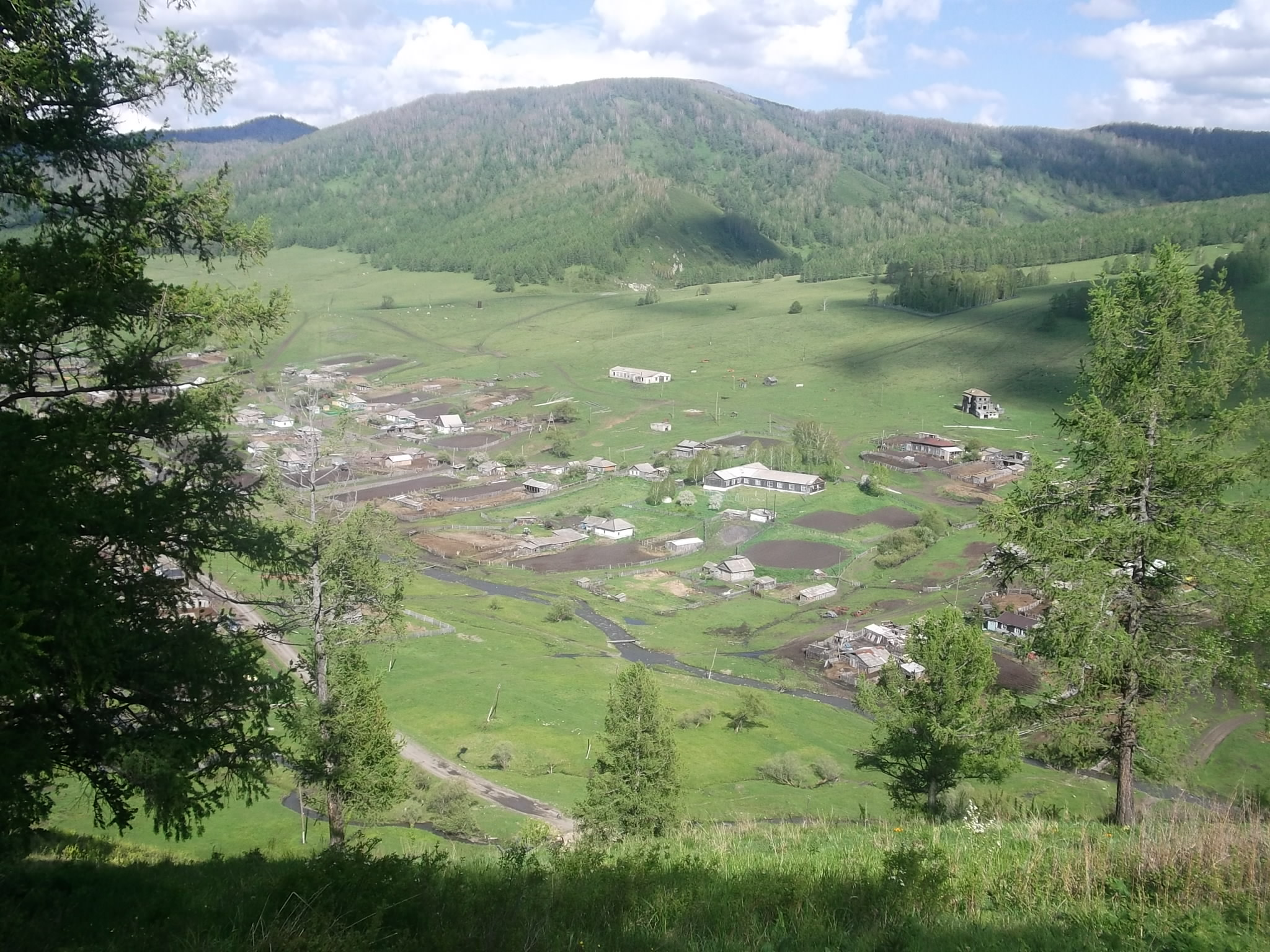
Вид с горы на село Дёмино
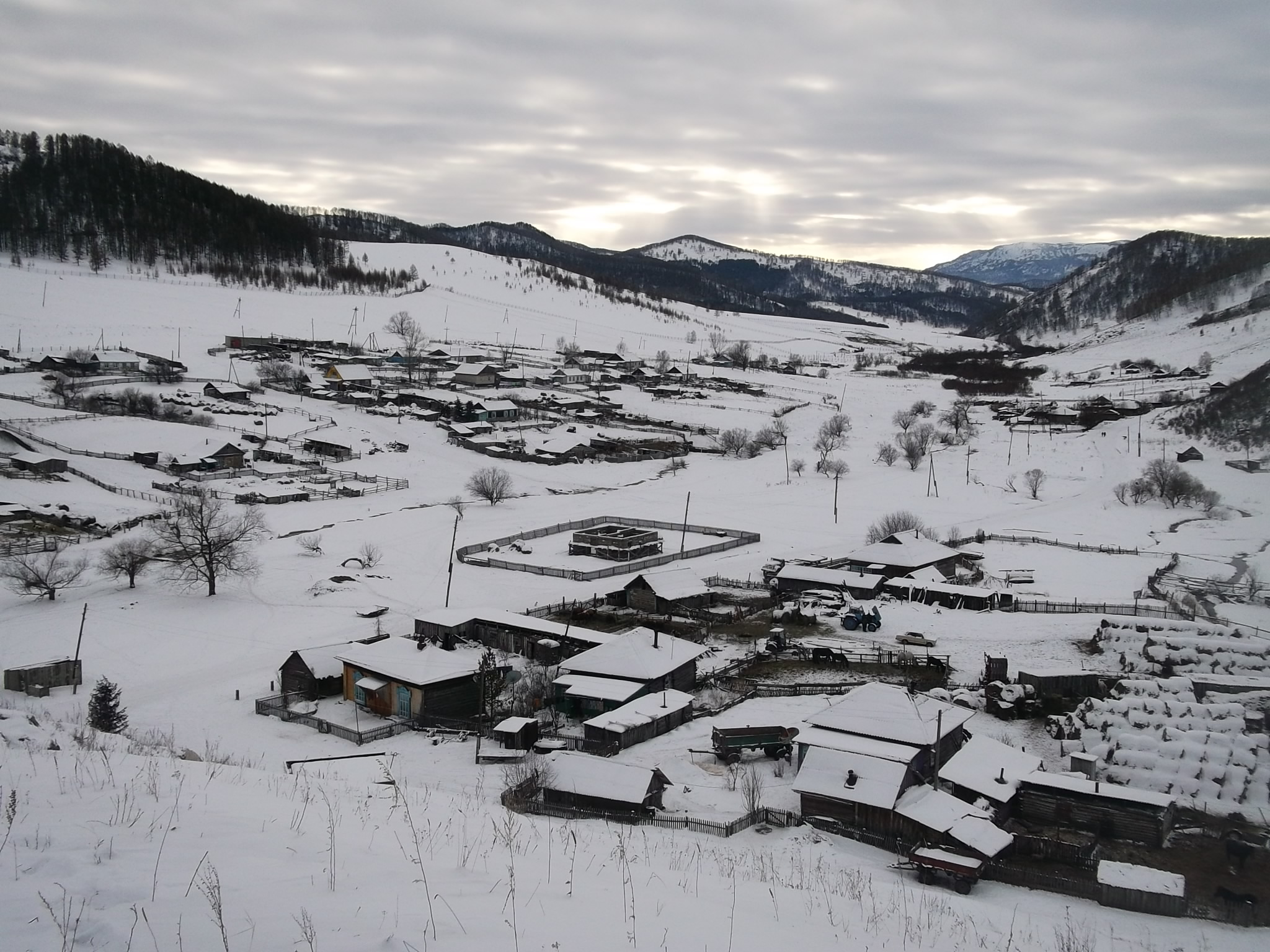
Зимнее село
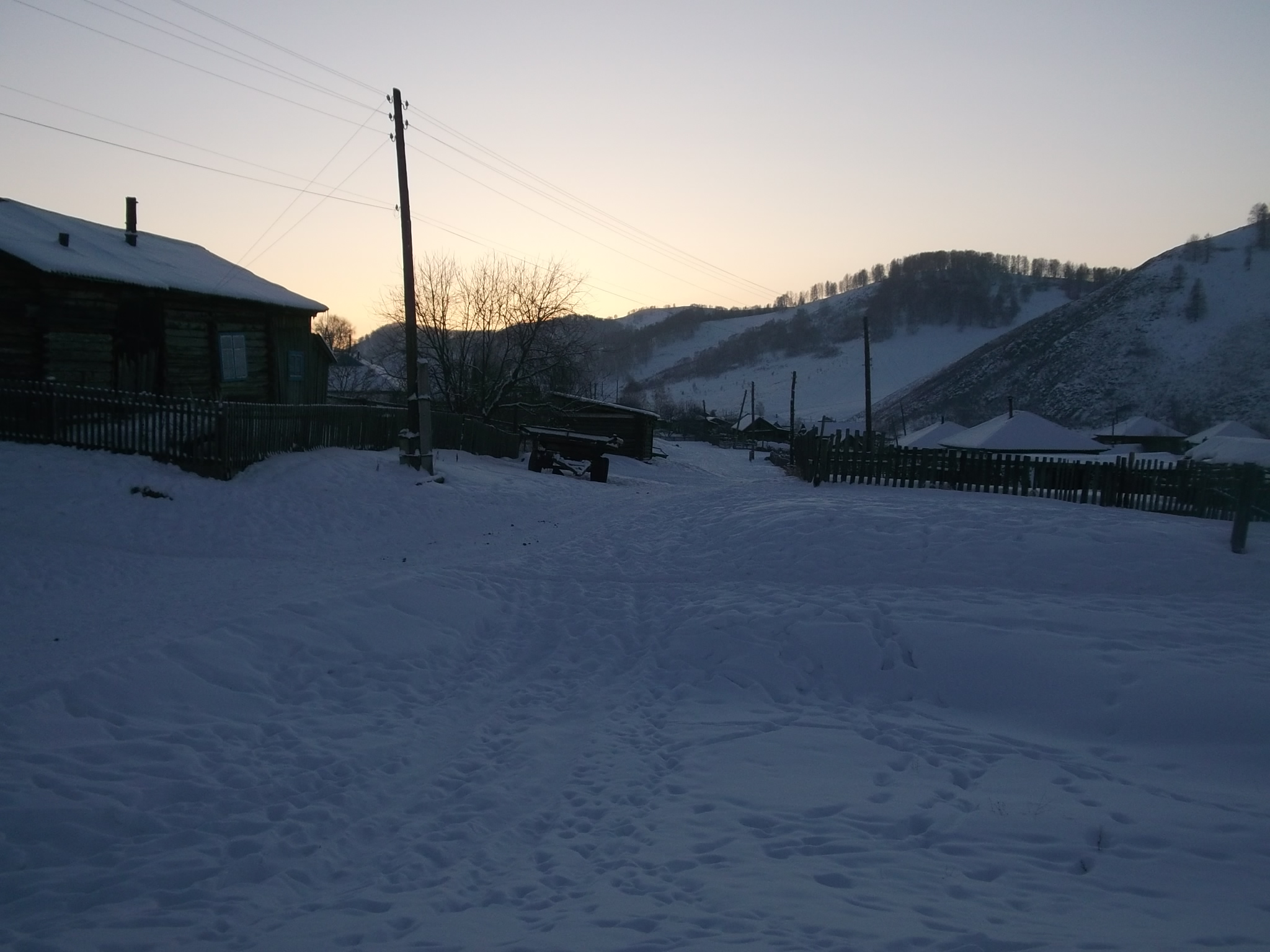
Зимний закат в селе.
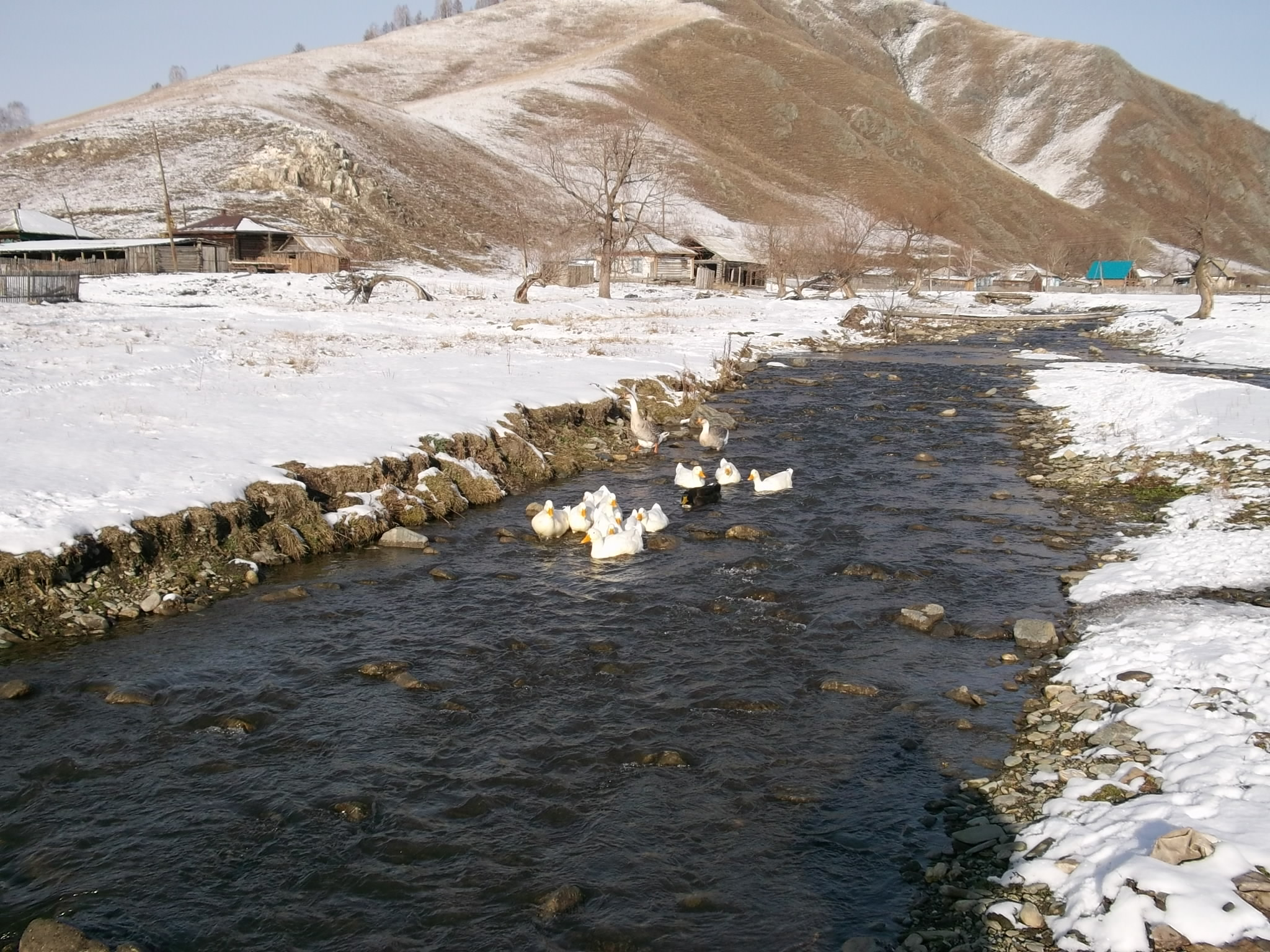
Река Куевада в ноябре 2011 г.
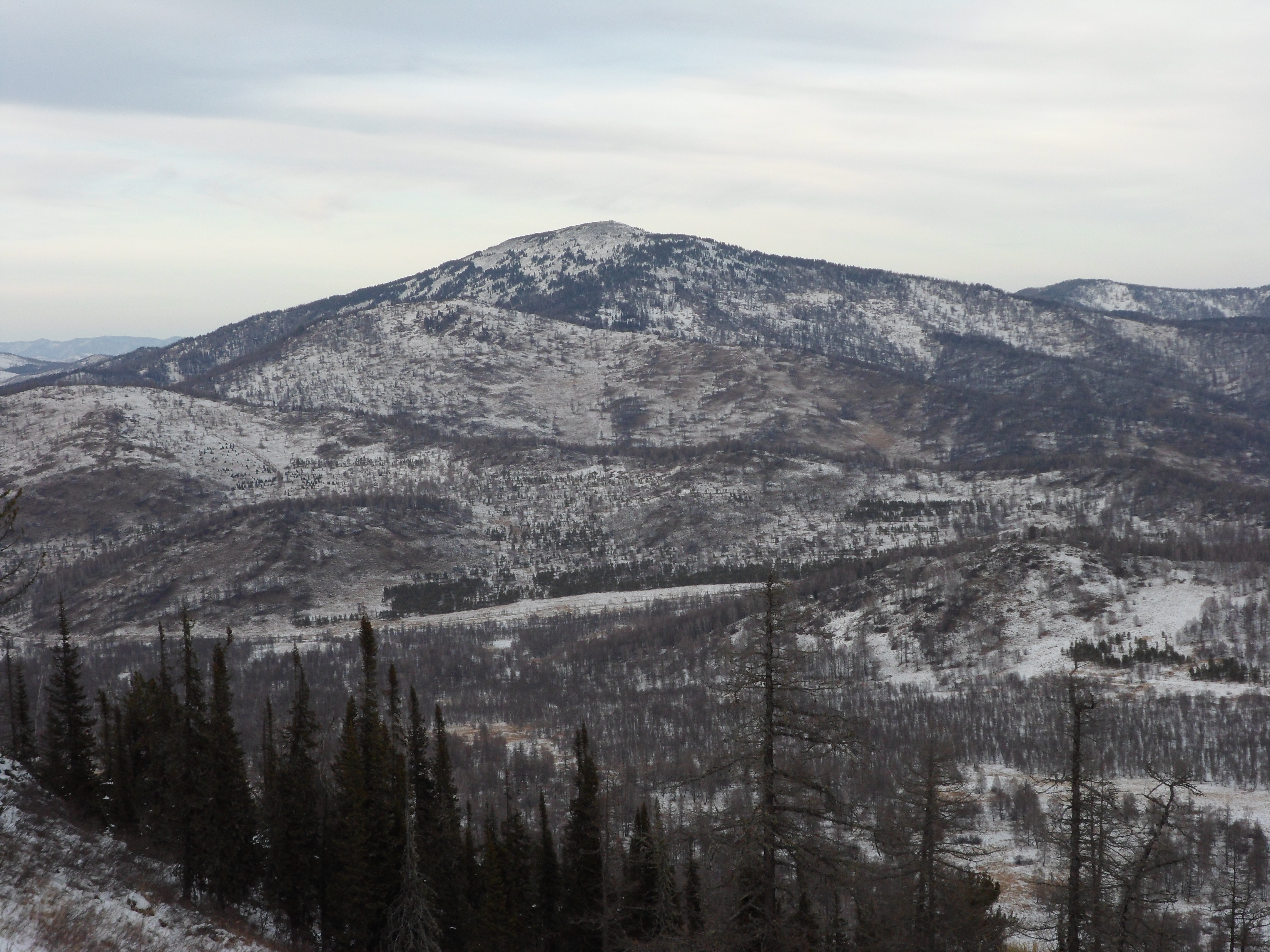
Плешивая.
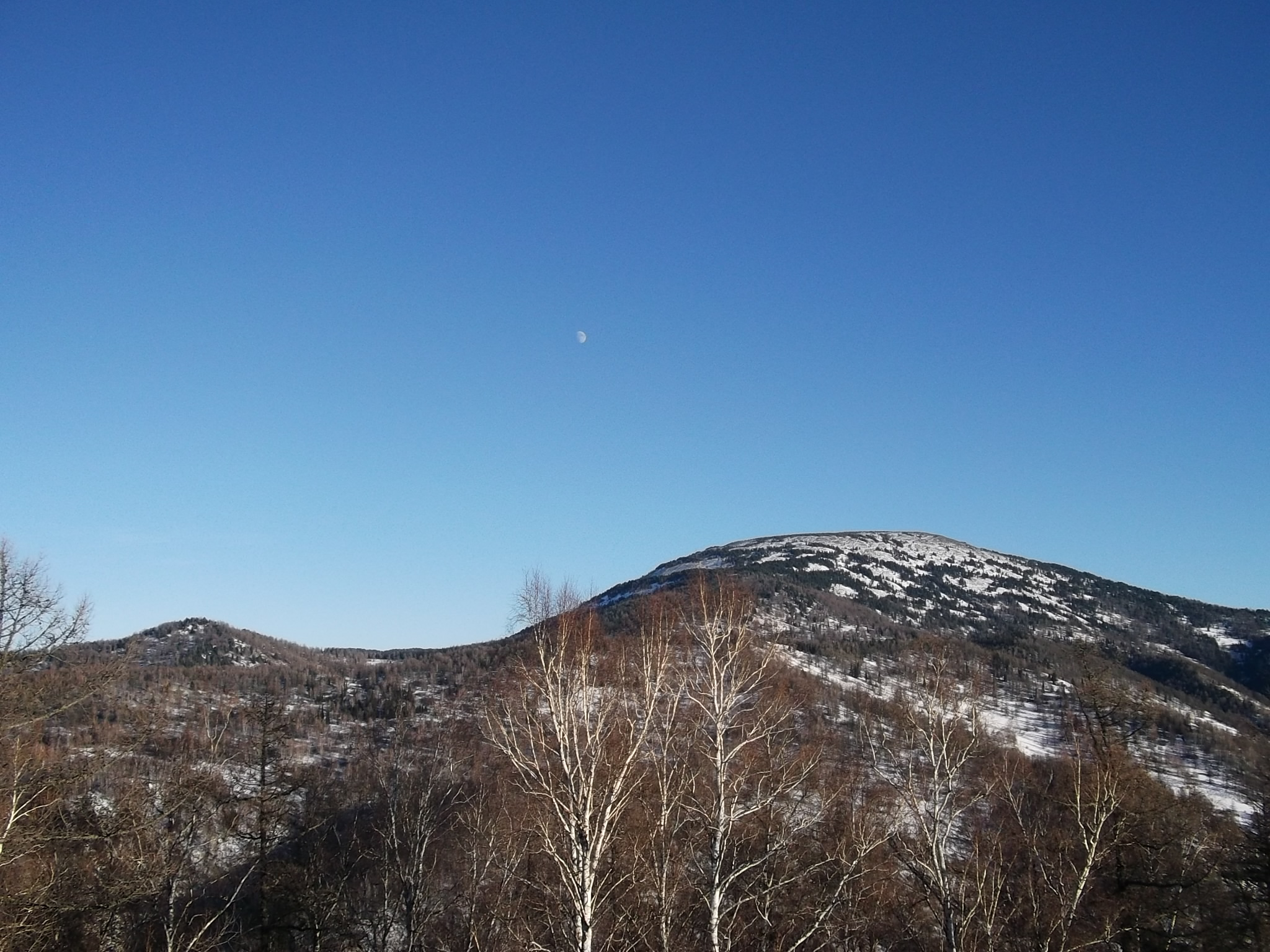
Месяц над Плешивой.

### Карты
- Дёмино. Публичная кадастровая карта